# Бряг Орвил
Бряг Орвил (на английски: Orville Coast) е част от крайбрежието на Западна Антарктида, в югоизточния сектор на Земя Палмър, простиращ се между 75°20’ и 78°14’ ю.ш. и 63° и 69°40’ з.д. Брегът заема участък от югоизточното крайбрежие на Земя Палмър, между носовете Адамс на север и Зумберг на югозапад, покрай югозападните брегове на море Уедъл, част от атлантическия сектор на Южния океан. На север граничи с Брега Ласитер, а на югазапад – с Брега Зумберг на Земя Палмър. Крайбрежието му е слабо разчленено, заето изцяло от шелфовия ледник Едит Роне, над който се спуска стръмния леден обрив Орвил.
Повсеместно е покрит с дебела ледена броня, над която стърчат отделни оголени върхове и нунатаки на планините Уилкинс, Хобърт и Лоуел Томас и платото Йорг, от които към шелфовия ледник Едит Роне се спускат планински ледници.
На 21 ноември 1947 г. Фин Роне като щурман и Джеймс Ласитер като пилот извършват полет далеч на юг от основната база на американската антарктическа експедицията 1947 – 1948 г., възглавявана от Фин Роне и откриват тази част от крайбрежието на Земя Палмър, обърната към шелфовия ледник Едит Роне. Новооткрития бряг Фин Роне наименува в чест на капитан Хауърд Орвил (1901 – 1960) ръководител на морската аерологична служба на САЩ.